# Curt Dahlgren (militär)
Curt Wilhelm Dahlgren, född den 28 juli 1892 i Stockholm, död där den 11 april 1964, var en svensk militär och fäktare.
Dahlgren blev underlöjtnant i Svea artilleriregemente 1912, löjtnant 1916, kapten 1927 och major 1937. Han befordrades till överstelöjtnant i Luftvärnsartilleriet 1941. Dahlgren var chef för Göteborgs luftvärnskår 1942–1943. Han övergick till Svea artilleriregementes reserv 1947. Dahlgren utgav tillsammans med Erik af Edholm Stridsgaser och rök i lantkriget (1926). Han blev riddare av Svärdsorden 1933 och av Vasaorden 1936. Dahlgren vilar på Norra begravningsplatsen utanför Stockholm.
Dahlgren tävlade i värja och var en del av Sveriges lag som tog brons i lagtävlingen i värja vid både VM 1931 i Wien och VM 1933 i Budapest.